# Громова Марина Едуардівна
Марина Едуардівна Громова (* 30 липня 1962, Богодухів, Харківська область) — український культурний діяч, музеєзнавець.

## Біографія
Освіта:
1979-1984 р.р. - Київський державний університет ім. Т.Г.Шевченка, історичний факультет
1997 р. - друга вища освіта — Інститут міжнародних відносин Київського університету
2001-2003 р.р. - Академія державного управління при Президентові України, магістр державного управління
Робота:
1984 - 1986 р.р., 1988-1989 р.р. - Державний історичний музей Української РСР (м.Київ), науковий співробітник
1993-1997 р.р. - ООО "Україна-Отнакс" (м.Київ), директор
1997 - 2001 р.р. - Верховна Рада України, помічник-консультант народного депутата України Антипенко Ірина Вікторівна від партії Регіонів.
2006 р. - Управління справами Апарату Верховної Ради України (м.Київ), головний спеціаліст відділу
2006 - 2010 р.р. - Державна служба з питань національної культурної спадщини Міністерства культури і туризму України, заступник голови
2010-2012 р.р. - Національний Києво-Печерський історико-культурний заповідник, генеральний директор
з 2012 - 2015 - Національний історико-меморіальний заповідник "Биківнянські могили", генеральний директор
Громадська робота:
з 2011 р. по теперішній час - Голова Київської обласної та в м. Києві організації "Всеукраїнський Союз православних жінок"
Нагороди:
2011 р. - Грамота Міністерства культури і туризму України
2011 р. - Почесна грамота Кабінету Міністрів України
За заслуги перед Українською Православною Церквою нагороджена:
- Відзнакою Митрополита Київського і всієї України, Предстоятеля Української Православної Церкви Володимира (2011 р.)
- Орденами Святої Великомучениці Варвари I та II ступенів
- Грамотою Митрополита Київського і всієї України, Предстоятеля Української Православної Церкви Володимира

Додаткова інформація:
- Член делегації від України на засіданнях 34,35,36 Сесій ЮНЕСКО
- Організувала та провела  під егідою ЮНЕСКО і патронатом Президента України Перший міжнародний семінар "Роль релігійних громад в управлінні об'єктами культурної спадщини". Голова ЮНЕСКО на ім'я Президента України направив лист-подяку за проведення семінару.
- Організувала та провела першу наукову конференцію "Биківня в системі політичних репресій УРСР в 1937-41 р.р. Дослідницькі рефлексії та інтерпретації"